# Hieracium rapunculoidiforme
Hieracium rapunculoidiforme — вид рослин із родини айстрових (Asteraceae).

## Середовище проживання
Зростає у Європі (пн. Румунія, пд.-зх. Україна).